# Paolo Gennari
Paolo Gennari (ur. 11 września 1908 w Piacenzy, zm. 29 stycznia 1968 tamże) – włoski wioślarz. Brązowy medalista olimpijski z Amsterdamu.
Zawody w 1928 były jego jedynymi igrzyskami olimpijskimi. Brązowy medal zdobył w czwórce bez sternika, osadę łodzi tworzyli ponadto Umberto Bonadè, Pietro Freschi i Cesare Rossi. Na mistrzostwach Europy wywalczył złoto w 1929 1930.